# Mercedes-AMG F1 W10 EQ Power+
A Mercedes-AMG F1 W10 EQ Power+ egy Formula–1-es versenyautó, melyet a Mercedes AMG Petronas F1 Team indított és versenyeztetett a 2019-es Formula–1 világbajnokság során. Pilótái Lewis Hamilton és Valtteri Bottas voltak, a szezonközi teszteken pedig George Russell és Nyikita Mazepin is vezették az autót. A csapat a szezonban összesen 15 győzelmet aratott, ebből 11-et Hamilton, 4-et pedig Bottas, ezenkívül 9 leggyorsabb kört, 10 pole pozíciót, hét első soros kvalifikációt és kilenc kettős győzelmet. Hamilton az idény végén megszerezte hatodik világbajnoki címét, a Mercedes csapata pedig sorozatban hatodszor lett konstruktőri világbajnok, amire korábban csak a Scuderia Ferrari volt képes 1999 és 2004 között.

## Áttekintés
A csapat a szezon előtti teszteken kétféle aerodinamikai csomaggal kísérletezett, melyből a B-specifikációként is emlegetettet választották: ez jelentősen átdolgozott orrot, bargeboard-okat, padlólemezt és motorborítást jelentett. Ezeknek köszönhetően a lassú és közepes kanyarokban is jobban teljesített az autó, mint az előző évben. Ez a lassabb pályákon jelentett előnyt, ugyanis a Ferrari ebben az évben végsebesség szempontjából egyértelműen jobb volt náluk. Az első nagyobb fejlesztési csomag Spanyolországban érkezett, de Kínában a bargeboard-okat már átalakították.
Az autó hiányosságai először Ausztriában jöttek ki, amikor felfedezték, hogy nagy tengerszint feletti magasságon, a nyári forróságban nem igazán működik a hűtés. Németországban (ahová különleges az autó elejét fehérre színező festéssel készültek) már ennek megfelelően alakították át a kasztnit.
Habár a motor ebben az évben nem volt annyira erős, mint a Ferrarié, üzemanyagfogyasztása még mindig takarékosabb volt. Megbízhatóság szempontjából az év második felében bevetett harmadik motorspecifikációnak voltak gondjai.

## A szezon
A szezonnyitó ausztrál nagydíj előtt, a teszteken tapasztaltak alapján, a Ferrari volt az idény favoritja. Ehhez képest a versenyen leszerepeltek, Hamilton volt az, aki mindhárom szabadedzésen az élen végzett, majd a Mercedes az időmérő edzésen elfoglalta az első sort, méghozzá tetemes, 7 tizedes előnnyel a Ferrarikhoz képest. Hamiltoné lett a pole, körrekorddal, ami sorozatban a hatodik itteni pole-ja volt, és összesítésben a nyolcadik, ami szintén rekord. A versenyen aztán Bottas lerajtolta Hamiltont, és meg is nyerte a futamot, mellékesen begyűjtve a leggyorsabb körért járó bónuszpontot is. Bahreinben a második sorból indulhattak, ám ismét kettős győzelmet arattak, köszönhetően annak, hogy az élen haladó Charles Leclerc Ferrarija megadta magát, Vettel pedig gumihátrányba került. A Formula–1 történetének ezredik versenyén, Kínában ismét a Mercedesé lett az első sor, ismét kettős győzelmet arattak, ezúttal Hamilton nyert. A Williams 1992-es bajnoki menetelése óta nem fordult elő, hogy egy csapat három kettős győzelemmel kezdjen egy évet. Azerbajdzsánban a Ferrari visszavágni látszott és Leclerc volt a favorit a pole megszerzésére. Ám az időmérő edzés Q2-es szakaszában balesetet szenvedett, a mentés elhúzódása miatt a pályahőmérséklet megváltozott, és a Mercedesek kihasználva ezt ismét kibérelték az első sort. A futamon ismételten kettős győzelmet arattak, és ezzel sorozatban néggyel megdöntötték a rekordot. Ugyanez volt a helyzet a spanyol nagydíjon is: Mercedes-pole és kettős győzelem.
Öt tökéletes verseny után a nekik fekvő monacói pálya következett. A versenyt Hamilton megnyerte ugyan, Bottas azonban egy defekt miatt lecsúszott a dobogóról is, a harmadik helyet kizárólag Max Verstappen időbüntetésének köszönhette. A kettős győzelmi menetelés ugyan megszakadt így, de a kettős dobogóé folytatódott. Kanadában aztán úgy tűnt, technikai nehézségek hátráltatják a csapatot, amellett Vettel indulhatott az élről. A verseny 48. körében aztán Vettel hibázott, lehajtott a fűre, és amikor visszahajtott a pályára, leszorította Hamiltont. Ezért a manőverért öt másodperces időbüntetést kapott, és mivel Hamilton ezen belül maradt a futam végéig, így ő győzött (habár a dühös Vettel tiltakozásul kicserélte a parkoló autóik előtti, helyezéseket mutató táblákat). Ez volt Hamilton hetedik kanadai győzelme, Bottas negyedik lett, így először az idényben nem jött össze a kettős dobogó. Franciaországban aztán újfent domináns kettős győzelmet arattak egy máskülönben nem túl izgalmas versenyen.
Ausztriában már nem mentek ennyire jól a dolgok. Hamilton rögtön egy háromhelyes rajtbüntetéssel kezdett Raikkönen feltartásáért a Q1-ben. Túlmelegedési problémáik miatt először ebben az évben esélyük sem volt a győzelemre, mindazonáltal előkelő helyen végeztek. A brit nagydíjon aztán folytatódott a lehengerlő forma, újabb kettős győzelmet arattak. Habár a német nagydíj szabadedzésein a Ferrari mögött voltak, a technikai problémáikat kihasználva előnyhöz jutottak, és elfoglalták az első sort. Ám az esős futam tönkretette a versenyüket: Bottas kiesett, miközben a harmadik helyért csatázott, Hamilton pedig csak 11. lett - utóbb a két Alfa Romeo kizárása miatt a kilencedik helyen rangsorolták. A magyar nagydíjon váratlanul nehezen kezdtek, Verstappen személyében Hamilton új kihívót kapott, de a verseny során nála maradt a gumielőny, így újra nyerni tudott.
A nyári szünet után aztán váratlan változások következtek be. A Mercedes újításokat hozott a motorjához, ami váratlan megbízhatósági gondokat hozott magával, miközben a Ferrari valósággal megtáltosodott. Se a belga, se az olasz nagydíjon nem tudták legyőzni a vörösöket, Szingapúrban pedig még a dobogóra se jutottak fel. Oroszországban aztán kihasználva a Ferrari hibáit, ismét kettős győzelmet arattak. Ekkoriban már komolyan pletykáltak arról, hogy a Ferrari valamiféle trükközéssel lehet több mint fél másodperccel gyorsabb náluk. Mindamellett előnyük olyan tetemes volt, hogy a japán futamon elért kettős dobogóval a Mercedes már konstruktőri bajnok lett.
Mexikóban úgy tűnt, hogy a magaslati levegőn nemcsak a Ferrarik, de a Red Bull-Honda is erősebb náluk. Verstappen azonban hiába szerzett pole-t, három helyes rajtbüntetést kapott, így Hamilton előle indulhatott, és végül meg is nyerte a versenyt. Amerikában az időmérő edzés hasonló nehézségekkel járt, de a Ferrarik gyengélkedése miatt Bottas győzni tudott, Hamilton pedig a második helyével megszerezte hatodik világbajnoki címét. Brazíliában a csapat történetében először Toto Wolff csapatfőnök nem volt ott, így komoly stratégiai hibákat ejtettek: Hamilton baleset és egy büntetés miatt csak a hetedik lett, míg Bottas kiesett. A szezonzáró futamon Hamilton még elért egy grand slam-et: mindenhol az élen végzett, a verseny összes körét ő vezette, és övé lett a leggyorsabb kör is.

## Egyéb megjelenések
A 2021-es abu-dzabi futam után az autó átalakított verziójával tesztelték a 2022-től használt új gumiabroncsokat.

## Elért rekordok
- Legtöbb kettős győzelem az idény kezdetétől (5)[5]
- Sorozatban legtöbb kettős győzelem (5)

## Eredmények
| Év      | Csapat                           | Motor                         | Gumik | Pilóták  | Futamok | Futamok | Futamok | Futamok | Futamok | Futamok | Futamok | Futamok | Futamok | Futamok | Futamok | Futamok | Futamok | Futamok | Futamok | Futamok | Futamok | Futamok | Futamok | Futamok | Futamok | Pontok | Helyezés |
| Év      | Csapat                           | Motor                         | Gumik | Pilóták  | AUS     | BHR     | CHN     | AZE     | ESP     | MON     | CAN     | FRA     | AUT     | GBR     | GER     | HUN     | BEL     | ITA     | SIN     | RUS     | JPN     | MEX     | USA     | BRA     | ABU     | Pontok | Helyezés |
| 2019    | Mercedes AMG Petronas Motorsport | Mercedes-AMG F1 M10 EQ Power+ | P     | Bottas   | 1       | 2       | 2       | 1       | 2       | 3       | 4       | 2       | 3       | 2       | KI      | 8       | 3       | 2       | 5       | 2       | 1       | 3       | 1       | KI      | 4       | 739    | 1.       |
| 2019    | Mercedes AMG Petronas Motorsport | Mercedes-AMG F1 M10 EQ Power+ | P     | Hamilton | 2       | 1       | 1       | 2       | 1       | 1       | 1       | 1       | 5       | 1       | 9       | 1       | 2       | 3       | 4       | 1       | 3       | 1       | 2       | 7       | 1       | 739    | 1.       |
| Forrás: |                                  |                               |       |          |         |         |         |         |         |         |         |         |         |         |         |         |         |         |         |         |         |         |         |         |         |        |          |

- Félkövérrel jelölve a pole pozíció, dőlt betűvel a leggyorsabb kör
- † – Nem fejezte be a futamot, de rangsorolva lett, mert teljesítette a versenytáv 90%-át.